# La Couronne (restaurante)

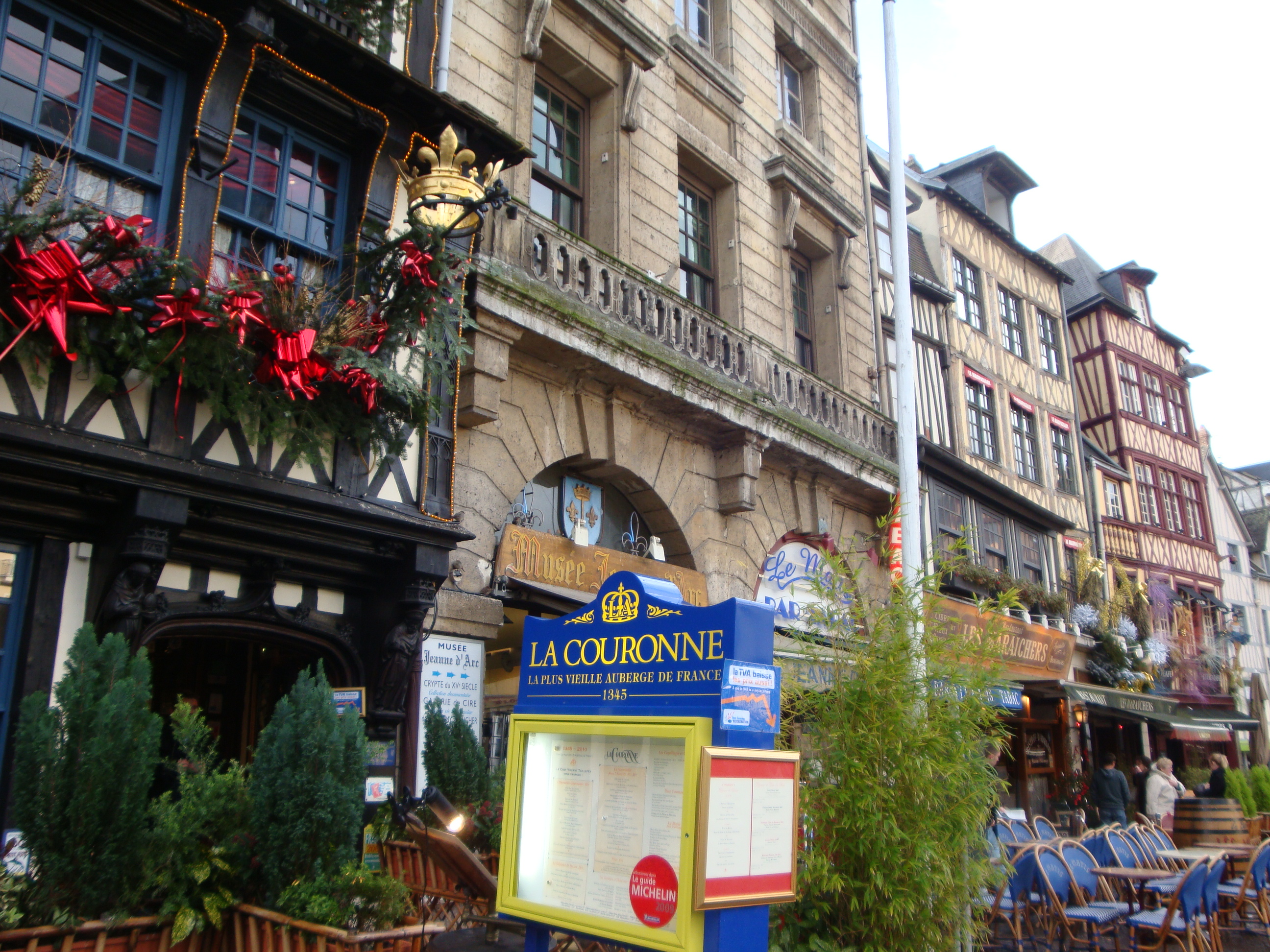
Fachada del restaurante La Couronne

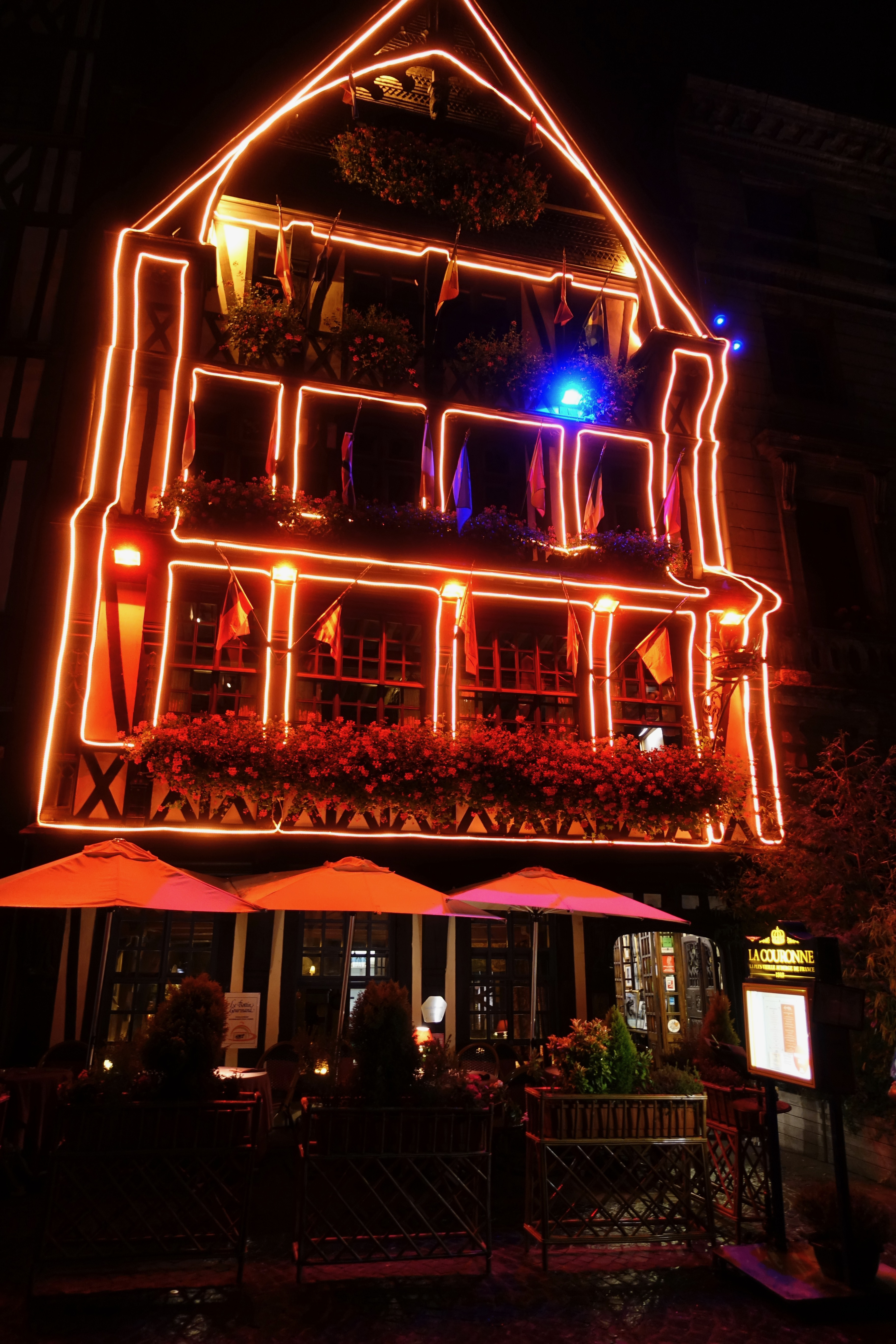
Restaurante La Couronne iluminado de noche

La Couronne, afirmado ser fundado en 1345, y entonces el restaurante afirmaba ser más antiguo de Francia. Con los años llegó a ser considerado un restaurante gourmet.

## Historia
Se afirma que fue fundada en 1345, durante el reinado de Felipe VI de Valois, como así atestigua el pago de 62 soles anuales por parte de Raoul Leprévos a los propietarios del local. Sin embargo, ninguna documentación de época respalda esta afirmación. El 30 de mayo de 1431, en la plaza donde está ubicada el restaurante, se produjo el suplicio de Juana de Arco.
El 19 de abril de 1944, durante el bombardeo aliado de la ciudad, el restaurante fue parcialmente destruido; aun así se conservó la fachada.

## Ubicación
Se encuentra en Ruan, capital de la región de Normandía. Está en el centro histórico de la ciudad y el comedor del primer piso contiene pinturas de personalidades. En 1948, el restaurante le sirvió a la chef y escritora Julia Child su primera comida francesa, que se dice la inspiró a dedicar su vida a promover la cocina francesa.